# Nemosenecio formosanus
Nemosenecio formosanus là một loài thực vật có hoa trong họ Cúc. Loài này được (Kitam.) B.Nord. mô tả khoa học đầu tiên năm 1978.